# Centro para el Estudio y Conservación de las Aves Rapaces en Argentina
El Centro para el Estudio y Conservación de las Aves Rapaces en Argentina (CECARA) es un centro argentino de investigación dependiente de la Facultad de Ciencias Exactas y Naturales de la Universidad Nacional de La Pampa. Entre sus principales líneas de investigación se incluyen los efectos de la expansión de la frontera agrícola y los cambios en el uso de la tierra sobre las especies silvestres que ocupan estos ambientes, el impacto que tienen sobre ellas las infraestructuras humanas y la conservación de especies amenazadas o en peligro de extinción.
El CECARA colabora con investigadores de diferentes centros de investigación y universidades tanto nacionales como internacionales. Dentro de su plantel de investigadores y técnicos cuenta con docentes de la Universidad Nacional de La Pampa e investigadores y becarios del Consejo Nacional de Investigaciones Científicas y Técnicas de Argentina (CONICET). El CECARA promueve también la formación de estudiantes de grado y postgrado en la temática de la conservación de la biodiversidad.

## Objetivos
Su principal objetivo es contribuir a la protección y conservación de las aves rapaces y de la diversidad biológica en general, incluyendo la investigación, difusión, asesoramiento y promoción del entendimiento público de la importancia de la preservación de estas especies en los ecosistemas de la región. 
Para ello, se busca desarrollar una base científica sólida en el estudio de las problemáticas ambientales, la formación de científicos capaces de llevar a cabo y expandir programas de investigación y la divulgación de los resultados a nivel del público general y de las instituciones con poder ejecutivo.

## Trayectoria
El CECARA fue creado en el año 2001 por Resolución del Consejo Superior de la UNLPam. Su creación fue promovida por investigadores de Argentina y Estados Unidos, movilizados inicialmente por la necesidad de generar un ámbito de investigación sobre la problemática de la conservación de las aves rapaces en Argentina. 
Unos pocos años antes de la creación del CECARA, durante el verano austral de 1996, la región pampeana argentina había sido tristemente célebre en lo que respecta a la conservación de las aves rapaces del Neotrópico: la intoxicación masiva de aguiluchos langosteros (Buteo swainsoni) con insecticidas organofosforados dejó un saldo de aproximadamente 20,000 individuos envenenados en áreas agrícolas del centro del país. El estudio y conservación de esta especie en las áreas no-reproductivas fue la primera acción a la que se abocaron los investigadores del CECARA, generando valiosa información sobre diversos aspectos de la ecología de la especie que eran desconocidos hasta entonces
Actualmente, el CECARA es un referente regional en la temática que aborda y un espacio de formación de estudiantes de grado y posgrado de Argentina y de otros países.

## Reconocimientos
| Año  | Premio                               | Organización                      | Ubicación        | Comentarios                                |
| ---- | ------------------------------------ | --------------------------------- | ---------------- | ------------------------------------------ |
| 2013 | SCB Distingished Service Award       | Society for Conservation Biology  | Washington D. C. |                                            |
| 2016 | Fondo para la Conservación Ambiental | Fundación Williams, Banco Galicia | Buenos Aires     |                                            |
| 2019 | Whitley Awards                       | Whitley Fund for Nature           | Londres          | Premio particular (titular: José Sarasola) |